# John Glen
John Glen (Sunburry-on-Thames, 15 de maio de 1932) é um diretor britânico.

## Biografia
Glen teve seu início na indústria cinematográfica como um mensageiro em 1945. No final da década de 1940, estava trabalhando nos departamentos visuais e sonoros de Shepperton Studios para filmes produzidos por Alexander Korda, como The Third Man (1949) e The Wooden Horse ' (1950). Subindo as fileiras, Glen fez sua estréia editorial em uma série documental intitulada Chemistry for Six Forms em 1961, e sua estréia como diretor na série de TV Man in a Suitcase em 1968 (dirigindo o episódio "Somebody Loses, Somebody ... Wins?").
Ele é mais conhecido por seu trabalho como editor e diretor de 5 filmes da franquia James Bond:
- 007 - Somente para seus Olhos (1981)
- 007 contra Octopussy (1983)
- 007 Na Mira Dos Assassinos (1985)
- 007 Marcado para Morrer (1987)
- 007 - Permissão para Matar (1989)

Ele também trabalhou como editor e diretor de segunda unidade em três filmes dessa saga:
- 007 - A Serviço Secreto de Sua Majestade (1969)
- 007 - O Espião que me Amava (1977)
- 007 contra o Foguete da Morte (1979)

Entre outros filmes de Glen como diretor de segunda unidade estão Superman - O Filme e Selvagens Cães de Guerra, both in 1978.
Ele também dirigiu o filme de 1992: Christopher Columbus: The Discovery.